# خانه‌ای روی تپه
خانه‌ای روی تپه یک مجموعه تلویزیونی محصول سال ۱۳۹۱–۱۳۹۲ به کارگردانی داریوش یاری، نویسندگی جابر قاسمعلی و تهیه‌کنندگی بهروز مفید می‌باشد که از شبکه دو پخش شد. این مجموعه در ۱۵ قسمت ۴۵ دقیقه‌ای تهیه شد.

## عوامل
- جابر قاسمعلی(نویسنده)
- داریوش یاری(کارگردان)
- بهروز مفید(تهیه‌کننده)
- سعید مؤذنی(طراح چهره پردازی)

## بازیگران
- فاطمه گودرزی
- امیر نوری
- مجید مشیری
- لاله صبوری
- مانا پاک‌سرشت
- فرهاد بشارتی
- عباس آتش سرو
- بیژن امکانیان
- همایون ارشادی
- آتیلا پسیانی
- زیبا بروفه
- مهران رجبی
- رحیم نوروزی
- انوش نصر ماسوله
- سیروس همتی
- نسرین بابایی
- نصرالله رادش
- ساقی زینتی
- مینا نوروزی
- طوفان مهردادیان
- شیوا خسرومهر
- حسین توشه
- علی کوهپایه حقی
- مهرداد بخشی
- دانیال خوش سیما
- محمدامین امینی
- میلاد احمدی‌نیا
- عارف ابراهیمی دیلم
- صائب محمدی
- محمد جعفری سادات محله
- مصطفی درزی
- مازیار رضازاده
- مصطفی فاضلی